# Uwe Diederichs-Seidel
Uwe Diederichs-Seidel (* 28. Juni 1966 in Koblenz) ist ein deutscher Politiker (Bündnis 90/Die Grünen).

## Leben
Er absolvierte ein Studium der Politikwissenschaften, Wirtschaftsgeographie, Arbeits- und Organisationspsychologie und Evangelische Theologie in Bonn und arbeitete als Gymnasiallehrer für evangelische  Religion und Ethik. Uwe Diederichs-Seidel ist seit 2009 Stadtrat in Koblenz. Von 2011 bis 2013 war er einer der beiden Landessprecher des rheinland-pfälzischen Landesverbandes seiner Partei. Er ist verheiratet und hat drei Kinder.